# 柿沼守利
柿沼 守利（かきぬましゅり、1943年11月17日 - ) は、日本の建築家。東京都出身。1967年より建築家白井晟一に師事。白井自邸・虚白庵、横手・昨雪軒、北海道・尻別山寮、親和銀行・懐霄館、松濤美術館、嵯峨・雲伴居などを担当。1983年11月、師の逝去により翌年独立。作品にチャイナ・オンザ・パーク・忠次館、洋々閣改修、浄土真宗本願寺派・光圓寺、ユタ州・レイトンの家、亀の井別荘改修などがある。